# Tarcísio de Freitas

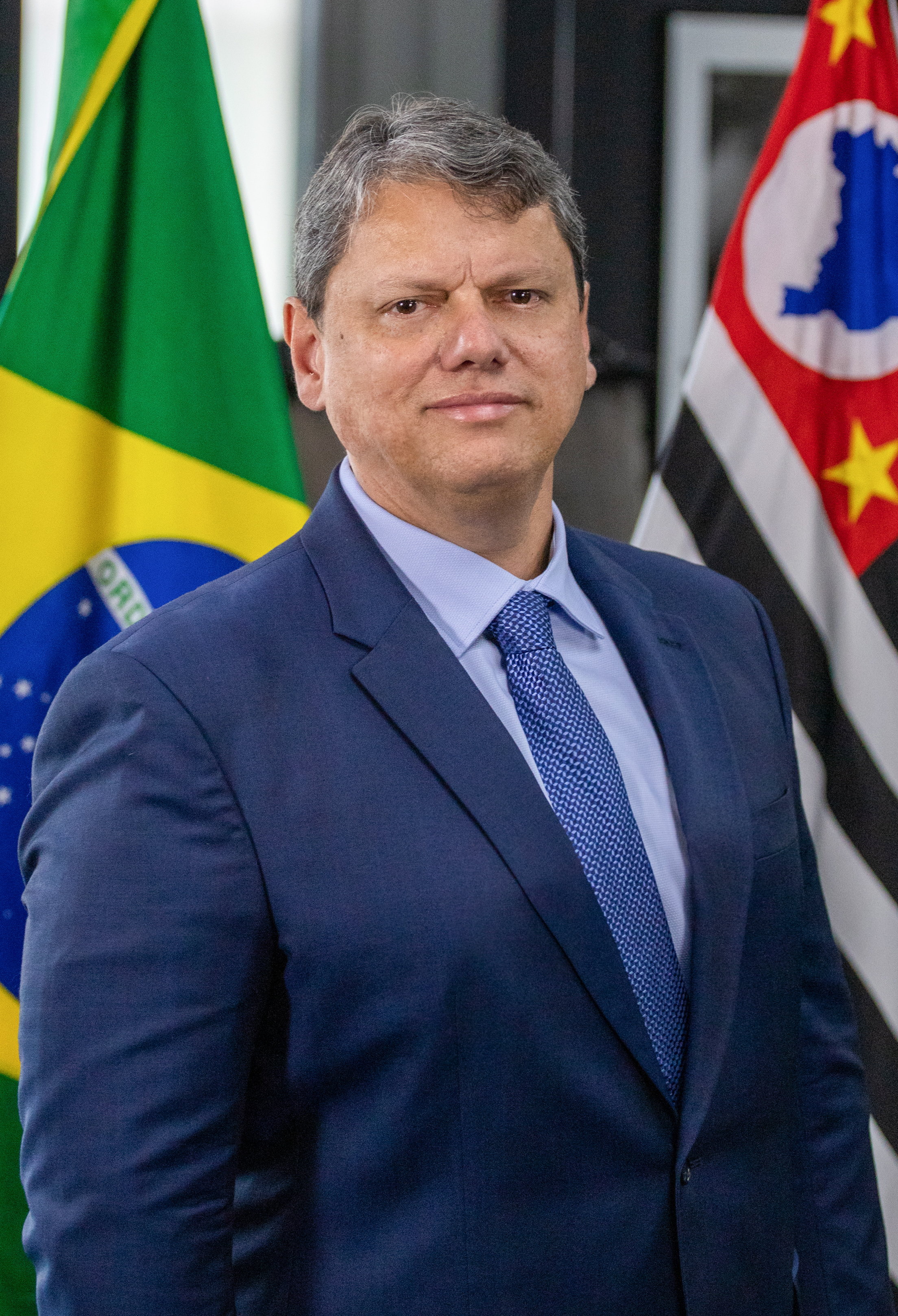
Tarcísio de Freitas (2023)

Tarcísio de Freitas (* 1975 in Rio de Janeiro) ist ein brasilianischer Politiker (Republicanos) und seit Januar 2023 der 64. Gouverneur des bevölkerungs- und wirtschaftsstärksten Bundesstaates São Paulo. Bis 2022 war er Infrastrukturminister auf Bundesebene unter Staatspräsident Jair Bolsonaro.

## Biografie

### Ausbildung und Militärkarriere
Tarcísio de Freitas absolvierte seine militärische Ausbildung an der renommierten Academia Militar das Agulhas Negras (AMAN), die er 1996 abschloss. Anschließend diente er als Offizier im Heer in der Waffengattung Ingenieurwesen. Er erwarb einen Abschluss in Bauingenieurwesen sowie einen Master in Verkehrstechnik am Instituto Militar de Engenharia (IME). Zudem absolvierte er ein Executive MBA in Projektmanagement an der Fundação Getúlio Vargas (FGV) und weitere Spezialisierungen im In- und Ausland.
Während seiner 17-jährigen Dienstzeit im brasilianischen Heer stieg er bis zum Hauptmann auf. 2005/2006 war er technischer Leiter der brasilianischen Ingenieurkompanie bei der UN-Friedensmission in Haiti (MINUSTAH).

### Öffentliche Verwaltung und politische Karriere
Im Jahr 2008 wechselte Tarcísio de Freitas in den öffentlichen Dienst als Analyst bei der Kontrollbehörde CGU, wo er später Koordinator für Transportaudits wurde. 2011 wurde er während der „ethischen Säuberung“ unter Präsidentin Dilma Rousseff zum Vizechef und später zum Interimsdirektor des Departamento Nacional de Infraestrutura de Transportes (DNIT) berufen.
Von 2016 bis 2018 war er Sekretär für Projektkoordination im Programm für Investitionspartnerschaften (PPI), zuständig für Privatisierungen und Konzessionen. Im Januar 2019 wurde er zum Minister für Infrastruktur im Kabinett von Präsident Jair Bolsonaro ernannt. In dieser Funktion leitete er zahlreiche Infrastrukturprojekte, privatisierte und modernisierte Verkehrswege und organisierte 83 Auktionen, die fast 100 Milliarden Reais an Investitionen anlockten und rund 1,2 Millionen Arbeitsplätze schufen.

### Gouverneur von São Paulo
2022 trat Tarcísio de Freitas auf Bitten von Jair Bolsonaro erstmals zu einer Wahl an und gewann überraschend gegen Fernando Haddad (PT) mit 55,27 % der Stimmen das Amt des Gouverneurs von São Paulo. In seinem ersten Amtsjahr wurden über 2.700 Bauprojekte abgeschlossen, 6.500 km Straßen gebaut oder saniert, 20.000 Wohnungen übergeben und mehr als 250 Milliarden Reais an privatem Kapital für neue Projekte mobilisiert. Zu den von ihm initiierten Großprojekten zählen der Nordabschnitt des Rodoanel und der erste Intercity-Schnellzug zwischen São Paulo und Campinas.

### Privates
Er ist verheiratet und hat zwei Kinder. Er gehört der römisch-katholischen Kirche an.